# Örgryte gamla kyrkogård

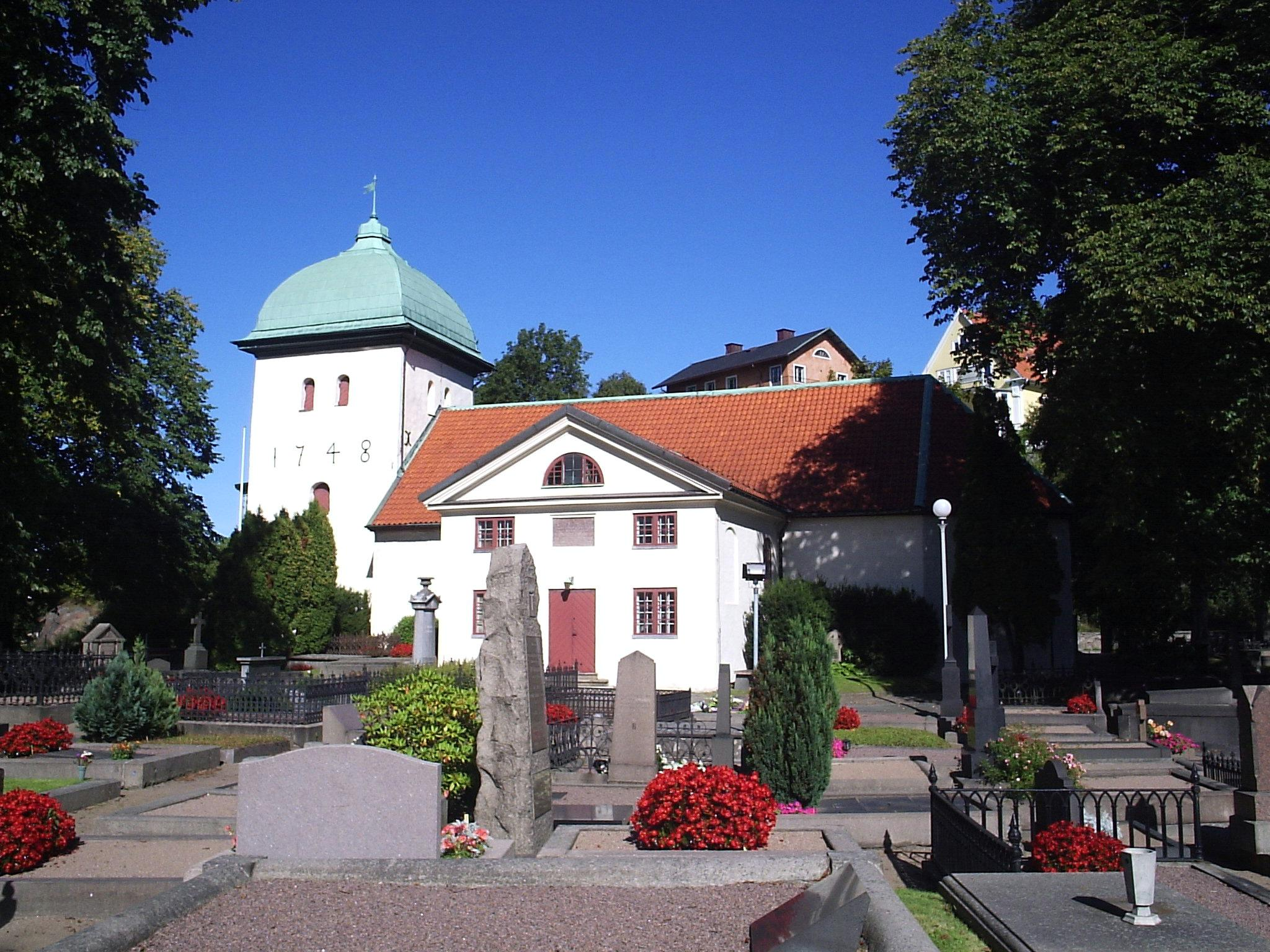
Kyrkogården vid Örgryte gamla kyrka.

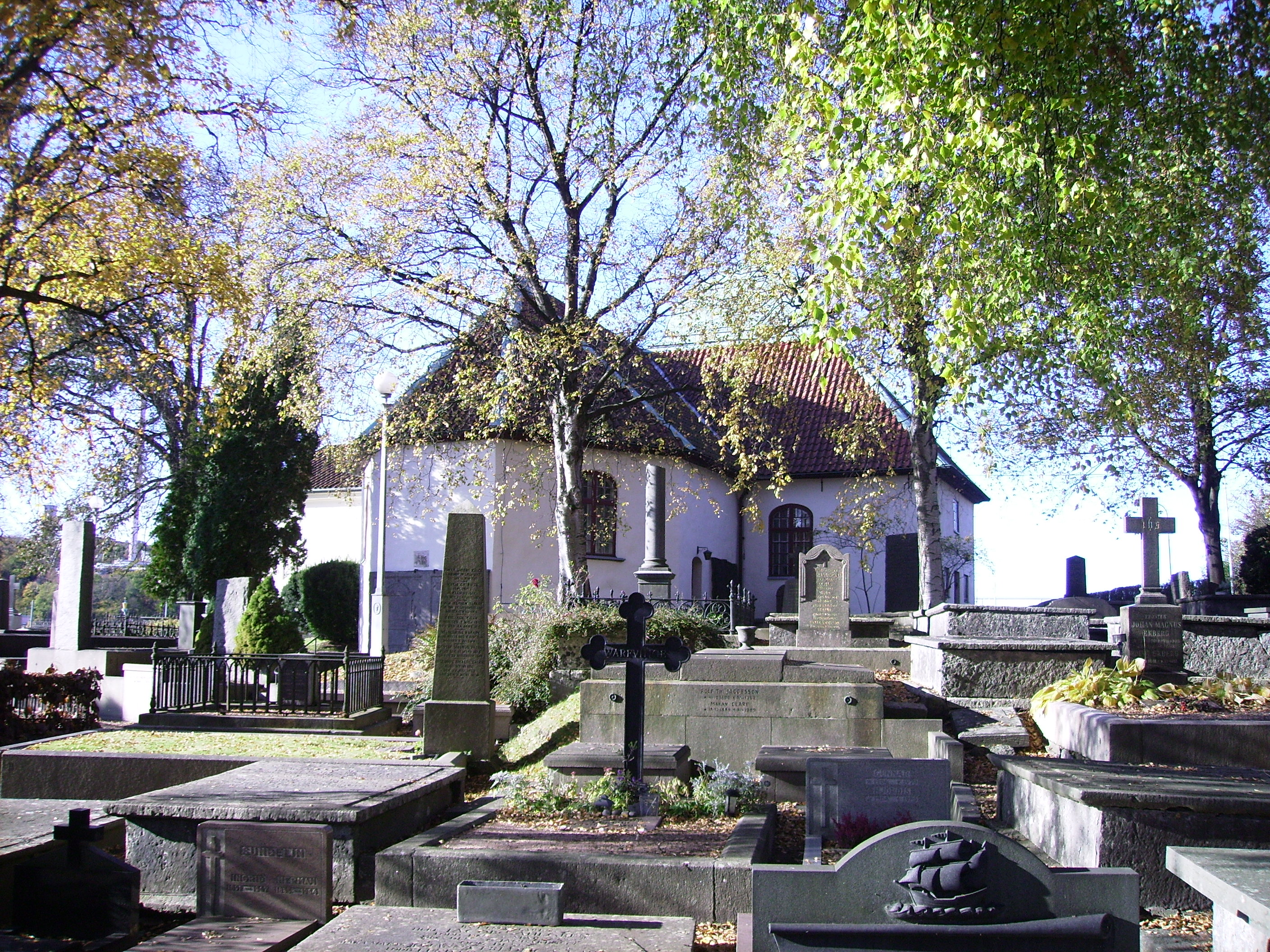
Örgryte gamla kyrkogård.

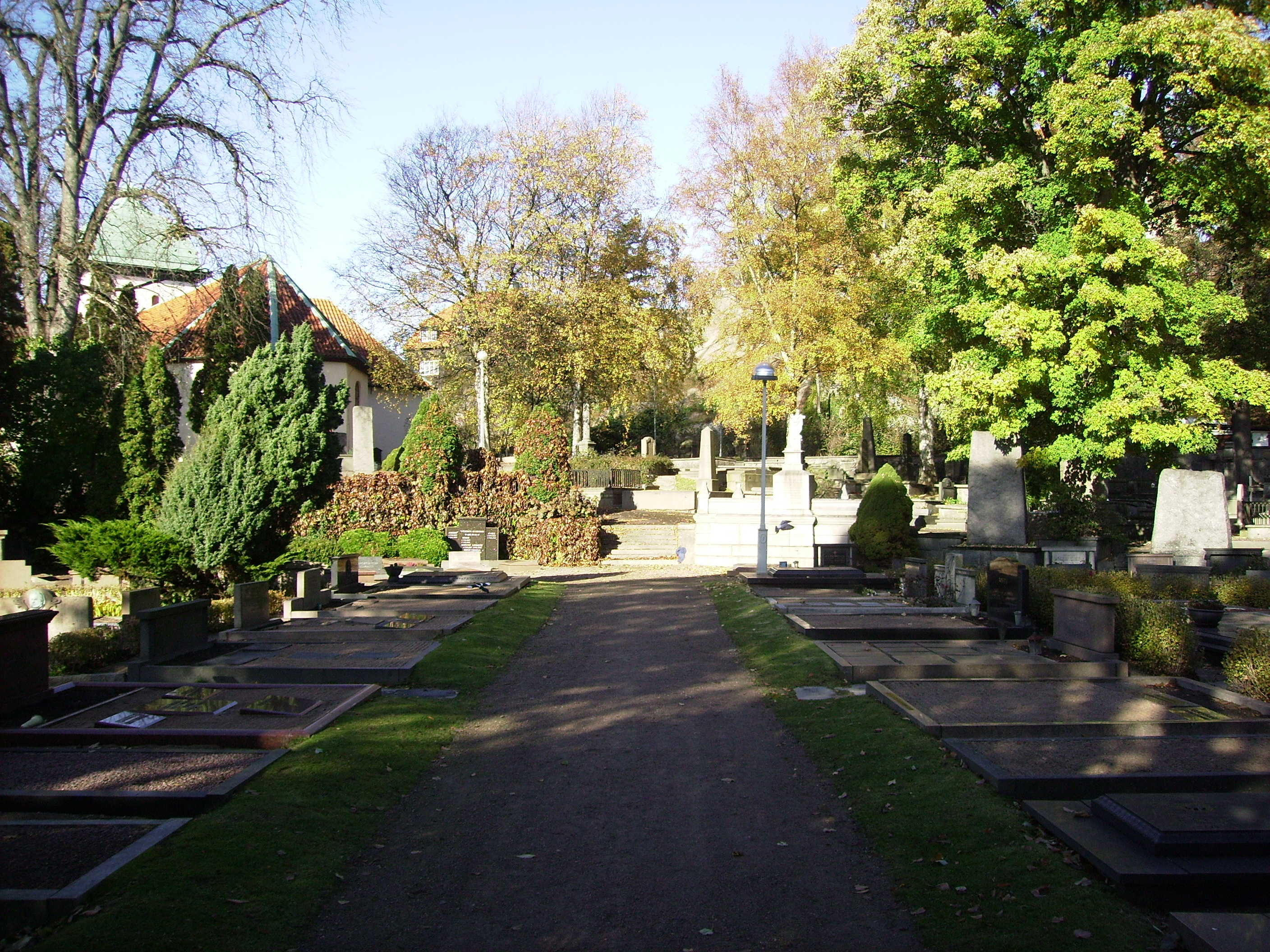
Örgryte gamla kyrkogård.

Örgryte gamla kyrkogård vid Sankt Sigfrids plan i stadsdelen Bö i Göteborg är från 1200-talet. Där ligger många kända Göteborgsprofiler begravda, bland andra tre biskopar. Antalet gravar är 736.

## Historia
Kyrkogården var ursprungligen ganska liten och omgiven av en stenmur, i vilken fanns en port på den västra och en på den norra sidan. Av räkenskaperna för 1680 framgår, att en Jon i Skåhr fått ersättning för 44 famnar stenmur kring kyrkogården, och att "Snickaren som giordhe portarna" fått betalt för sitt arbete. Ingångarna hade murade portar med tegeltäckt valv och dörrar av trä. I väster och sydväst låg utanför muren den så kallade kyrkbacken. Väster, söder och öster om kyrkan sluttade marken, och måste vid varje utvidgning av kyrkogården höjas genom fyllning.
Vid båda ingångarna ersattes 1817 de förutvarande överbyggda portarna med portpelare, till vilka Justius Fredrik Weinberg gjort ritningen. I början av 1830-talet företogs en betydande utvidgning av kyrkogården åt väster och sydväst (se nedan), då muren flyttades nedanför kyrkbacken, och det mellanliggande partiet fylldes ut. Den västra porten följde med, och på grund av markens kraftiga lutning anlades den höga stentrappa, som nu leder upp till kyrkogården. Marken till utvidgningen skänktes av ägaren till Underås, kapten Lorenz Gjers, med villkoret att församlingen skulle i sin kyrka avskaffa "klingelpungsbruket" (användningen av håvar, försedda med små ringklockor). I öster begränsades kyrkogården av en mur, som i rät vinkel mot landsvägen sträckte sig i sydlig riktning till närheten av den Ludendorffska graven. Utmed den sydvästra gränsen gick muren ungefär parallellt med - och ett stycke från bäcken. 
Nästan samtidigt med utvidgningen åt väster planerades en reglering i öster genom den så kallade Överåsängens förening med kyrkogården. Området inhägnades sedan genom förlängning av den norra och sydöstra muren, samt genom flyttning av den gamla östra muren till den nya östgränsen, vilken skedde 1840. En port tycks först 1844 ha öppnats i det nytillkomna stycket av den norra muren. Detta år anskaffades "tvenne par portar och 2 st. ekestolpar", som var avsedda för den nya portöppningen, vilken först senare fick stenpelare, dock av betydligt enklare typ än de båda övriga ingångarna. Kyrkogårdsportarna, som i äldre tider varit röda, målades 1839 i en mörkgrön färg. Ursprungligen hade de varit verkliga dörrar, men senare fått formen av grindar (1851 talas det om spjälar). De ersattes 1886 av järngrindar. 
År 1870 skänktes till församlingen, området mellan sydöstra muren och bäcken av den dåvarande ägaren till Underås, grosshandlaren Carl David Lundström, mot att denne fick en plats för familjegrav. Eftersom bäcken då blev kyrkogårdens gräns på denna sida, kunde den befintliga muren tas bort. På kyrkogården fanns i gamla tider en klockstapel, men var den stått är inte känt. På 1670-talet blev dess klocka omgjuten och betydligt förstorad. Från mitten av 1700-talet - eller möjligen tidigare - fanns ett kyrkohärbärge, vars läge är okänt. Det gamla benhuset, som i räkenskaperna första gången omtalas 1815, avlägsnades 1870 då dess plats uppläts till familjegrav åt grosshandlaren Julius Lindström, som i gengäld bekostade en nybyggnation för ändamålet. Denna placerades i mitten, intill kyrkogårdens östra gräns. 
Under 1920-talet uppsattes ett i brons gjutet konstverk utanför kyrkan, som av upphovsmannen professor Stephan Walters i Berlin, kallats "Durchgerungen" (Genomkämpat). Det är kopia av ett original, och har donerats av en okänd givare.
Sedan Göteborgs stad blivit ägare av platsen och bäcken letts ner i en kulvert, förbands Örgrytevägen genom en chaussée med Danska vägen, och marken mellan denna chaussée och kyrkogården överläts från och med 1 januari 1932 med nyttjanderätt på Örgryte församling för att läggas till kyrkogården. Det nyförvärvade området, som utgjorde 2 770 kvadratmeter, inhägnades och planerades med ett av länsarkitekt Allan Berglund uppgjort förslag. Det är omgivet av en kraftig - med kalkstensplattor belagd stenmur - med ingångsport på södra den sidan. I stället för det vid den förra östgränsen belägna bårhuset, som tagits bort, anlades närmare kyrkan en dold källaranordning med redskapsbod och rum för tillfällig bisättning. Den nya kyrkogårdsdelen invigdes i slutet av 1936 och blev snabbt upptagen.

### Utvidgningen 1830-tal
I samband med utvidgningen delades kyrkogården in i sexton gravområden, kopplade till socknens geografi: Kärralund; Torpa; Vidkärr; Sävenäs; Kålltorp; Stora– och Lilla Skår; Stora Torp; Kallebäck; Gårda; Böö; Änggården; Överås; Krokslätt; Underås. Två av namnen har inte kunnat utläsas från kartan.

## Kända personer
- Per-Olof Ahl (1919–1996), grundare av Kapp-Ahl
- Alexander Barclay (1778–1833), handelsman
- Peter Wilhelm Berg (1773–1854), industriidkare och affärsman
- Ellen Bergman (1919–2007), regissör
- Jan Bergman (1946–2000), regissör
- Ernst Daniel Björck (1838–1868), präst och skald
- Gustaf Daniel Björck (1806–1888), biskop
- Carl Block (1874–1948), biskop
- Adolf Bratt (1849-1934),  grosshandlare, redare och generalkonsul
- Hugo Brusewitz (1854–1943), bokförläggare
- Carl Wilhelm Carlberg (1746–1814), Göteborgs första stadsarkitekt
- David Carnegie den äldre[3] (1772–1837), skotsk-svensk industriman och grundare av D. Carnegie & Co
- Kerstin Cruickshank (1913–1998), gallerist och författare
- Olga Dahl (1917–2009), genealog
- Sven Dahl (1912–1979), professor i ekonomisk geografi
- James Dickson den äldre (1784–1855), handels- och industriman
- James Dickson (1899–1980), politiker
- Oscar Dickson (1823–1897), friherre, affärsman, donator
- Oscar Ekman (1812–1907), konsul
- Axel Hagnell (1889–1962), lärare, läroboksförfattare och illustratör
- Nils Hagnell (1921–2001), skolman och läroboksförfattare
- Valerius Hansson (1889–1970), handelsman
- Victor Hasselblad (1906–1978), grundare av Victor Hasselblad AB
- Linnea Hillberg (1890–1977), skådespelare
- Torsten Hillberg (1892–1954), skådespelare
- Malte Jacobsson (1885–1966), politiker och professor i filosofi och pedagogik
- Leonard Jägerskiöld (1867–1945), professor
- Alexander Keiller (1804–1874), brittisk-svensk industri- och affärsman
- James Keiller (1867–1962), industriman
- Carl Kjellberg (1825–1891), industriman
- August Kobb (1819–1901), grosshandlare och kommunpolitiker
- Gustaf Kobb (1863–1934), politiker, professor och riksgäldsfullmäktig
- Eduard Ludendorff (1790–1824), grosshandlare och grundare av Sveriges första sparbank
- Henning Mankell (1948–2015), författare
- Wilhelm Röhss den yngre (1834–1900), konsul, donator, grosshandlare
- Ingrid Wallberg (1890–1965), arkitekt, företagsledare
- Hakon Wigert-Lundström (1875–1936), tidningsman

## Bildgalleri över gravstenar på Örgryte gamla kyrkogård

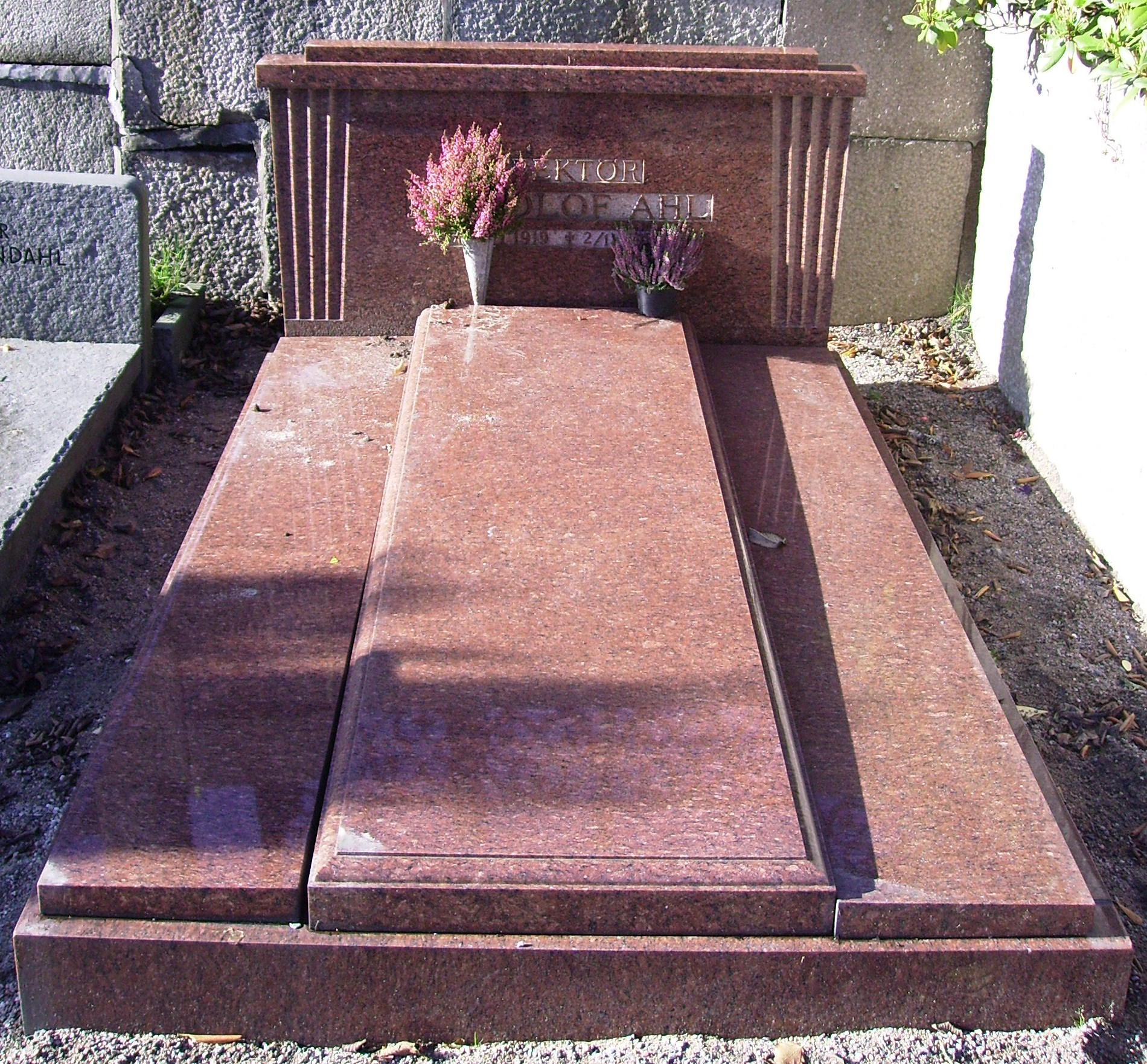
Per-Olof Ahl
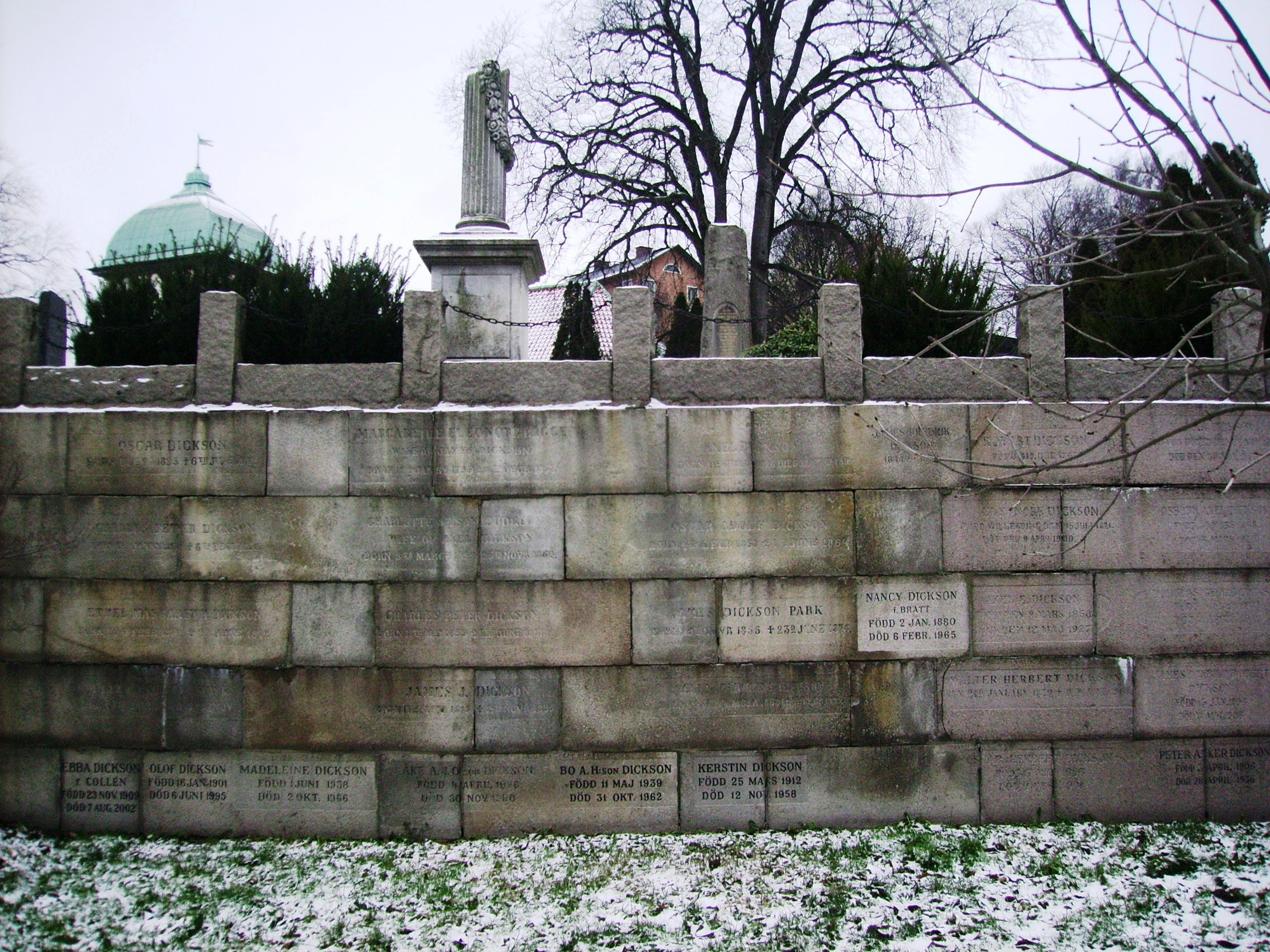
Dicksons familjegrav
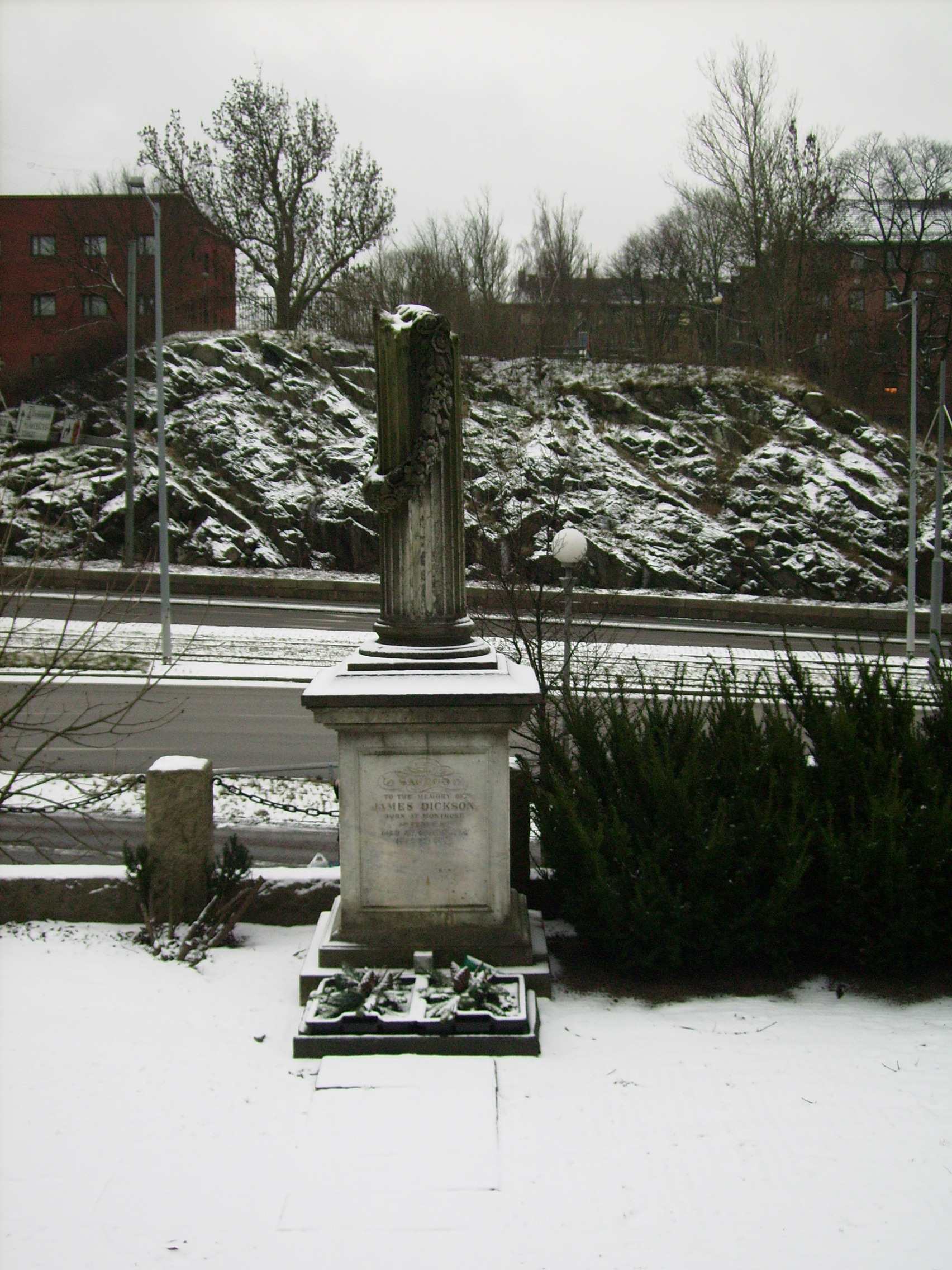
James Dickson d.ä.
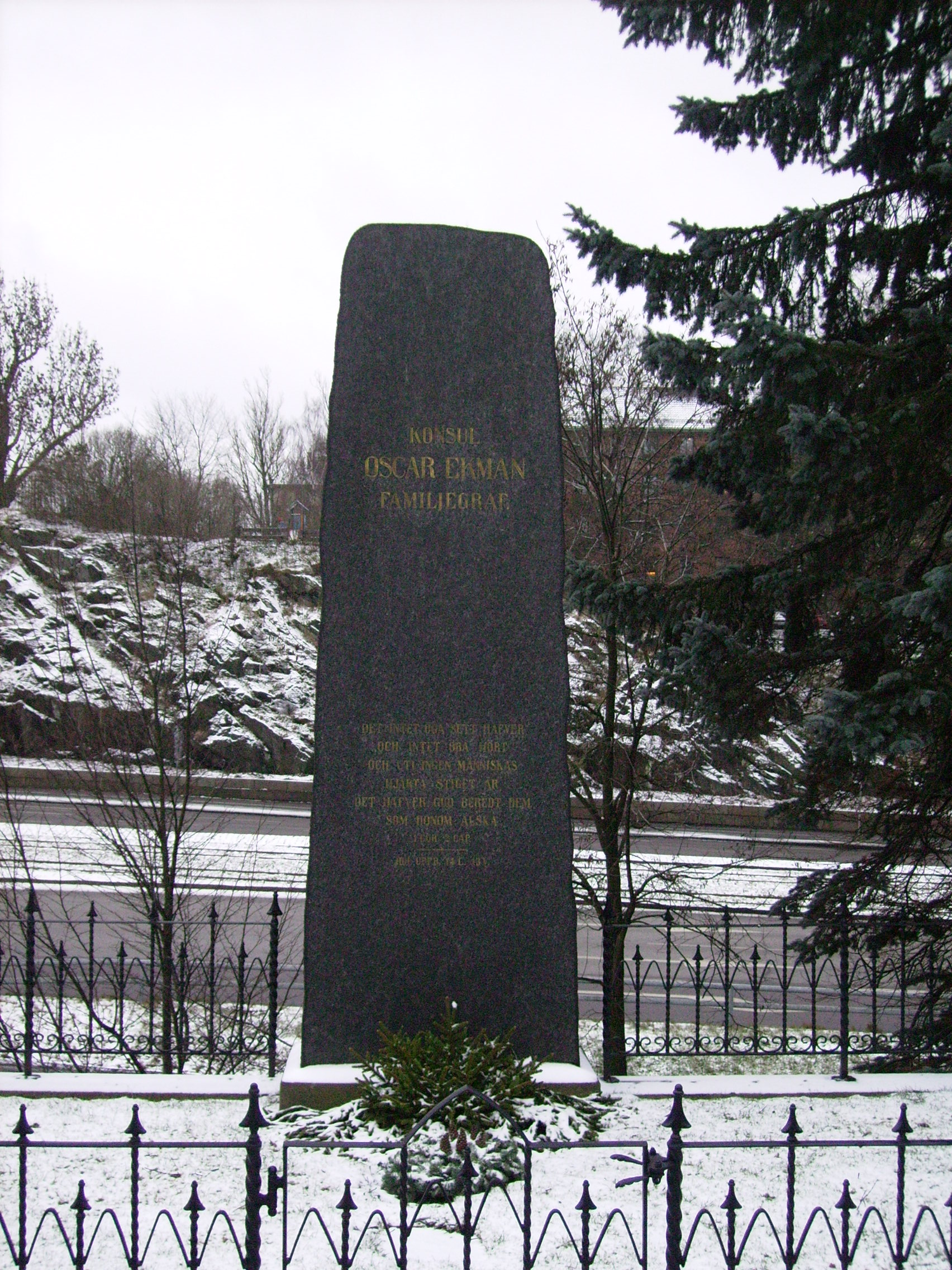
Oscar Ekman
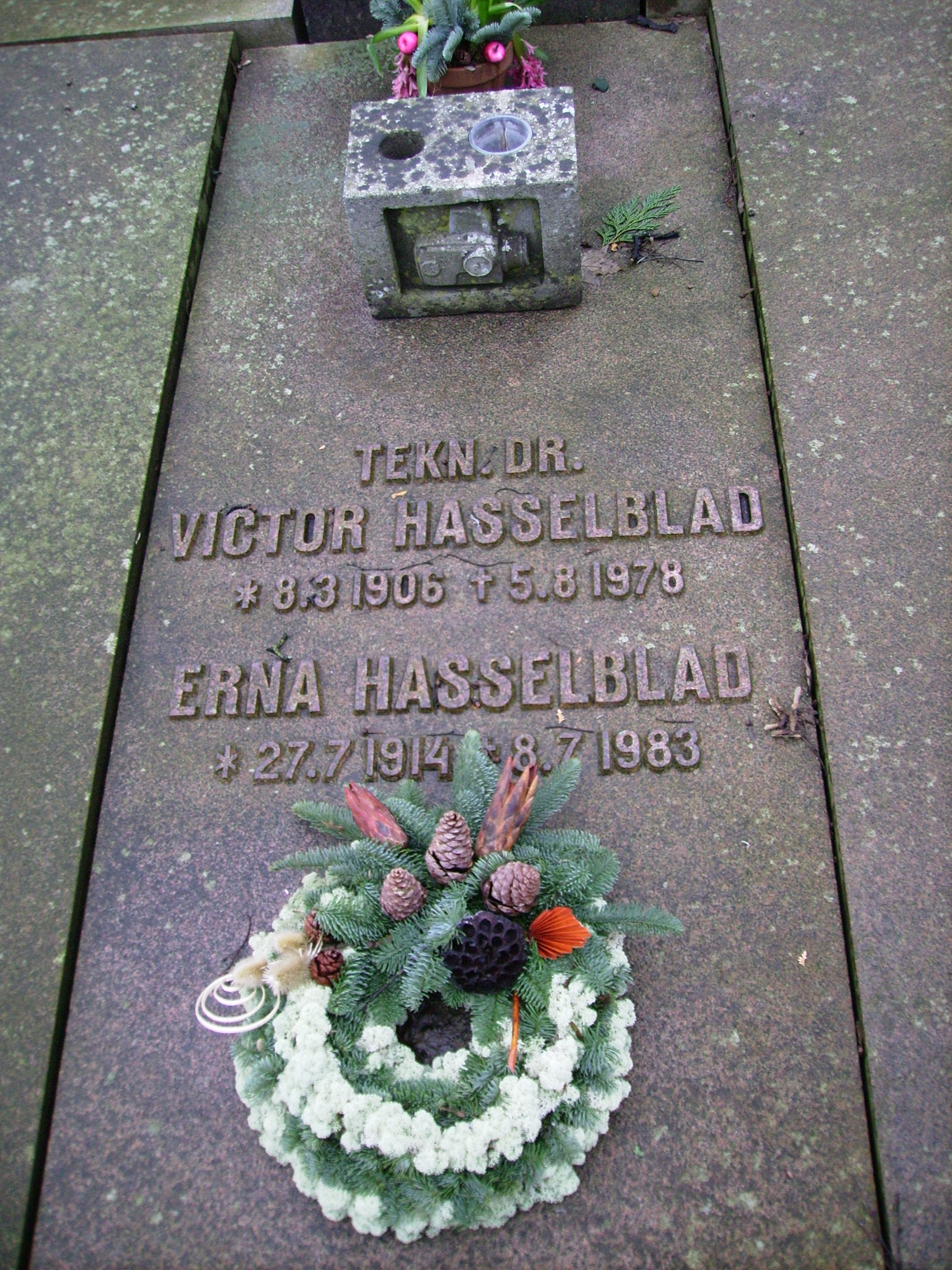
Victor Hasselblad
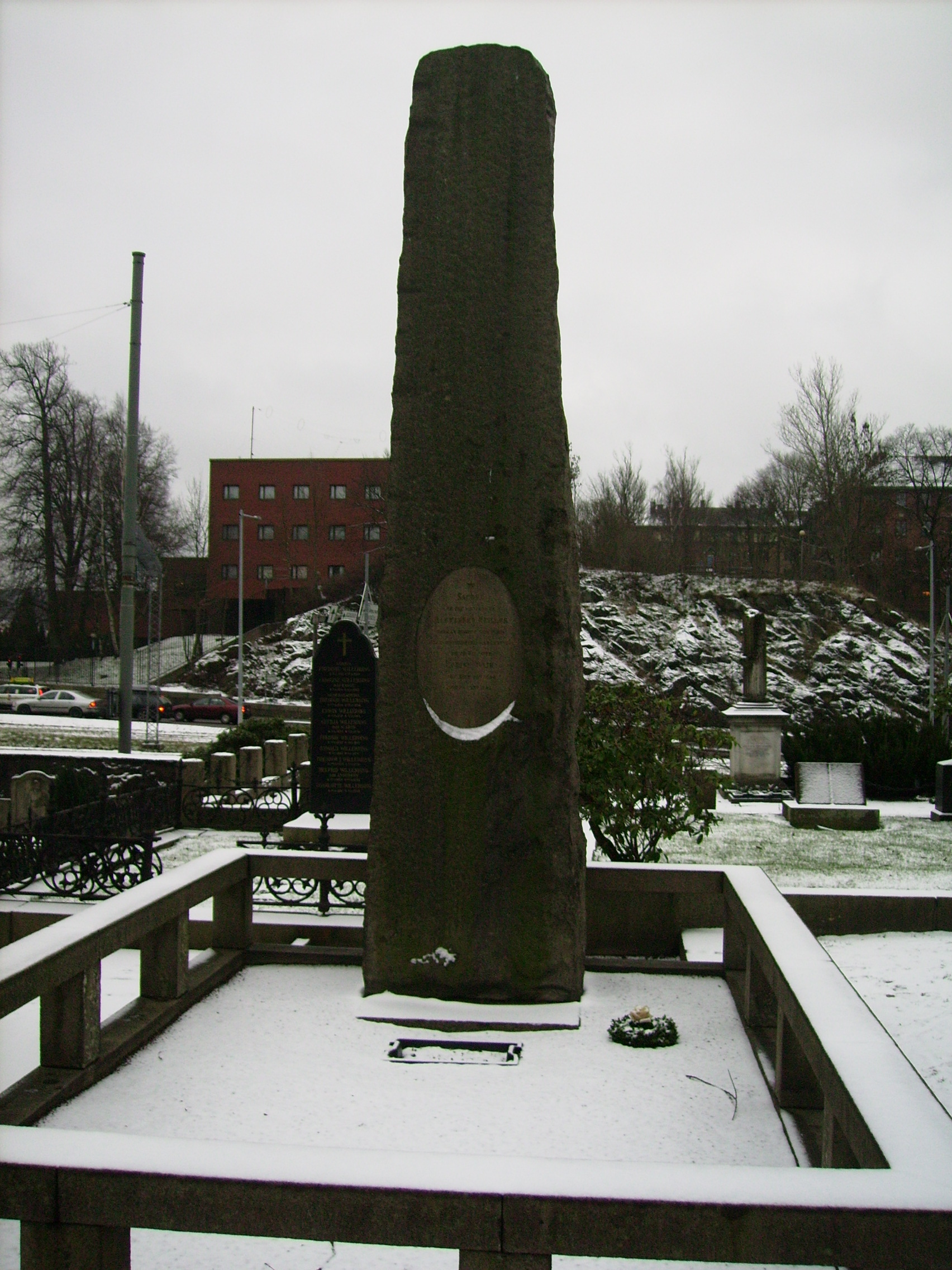
Alexander Keiller
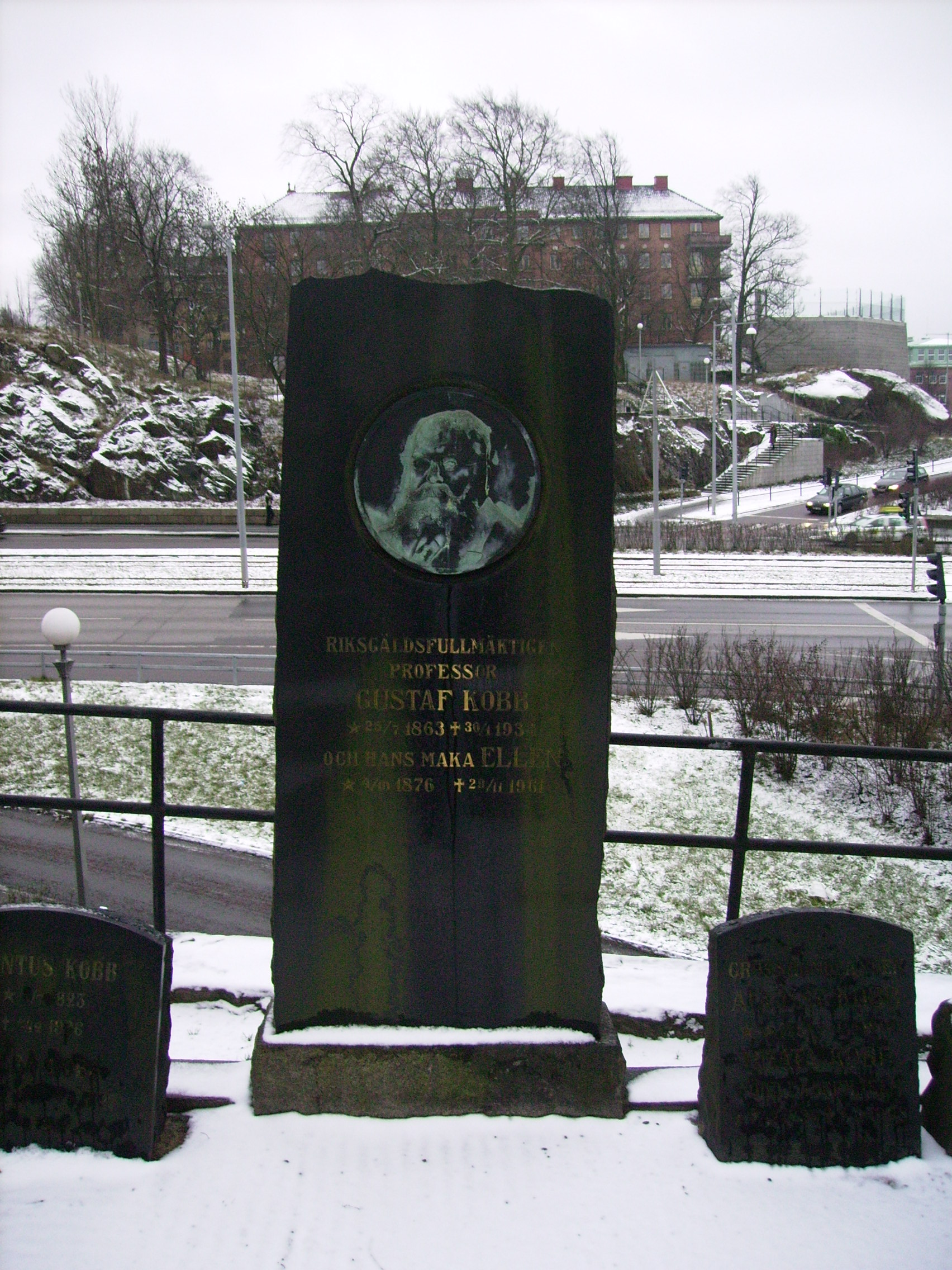
Gustaf Kobb
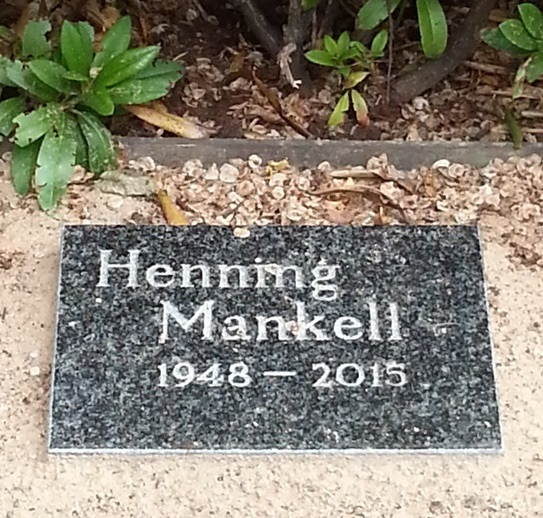
Henning Mankell
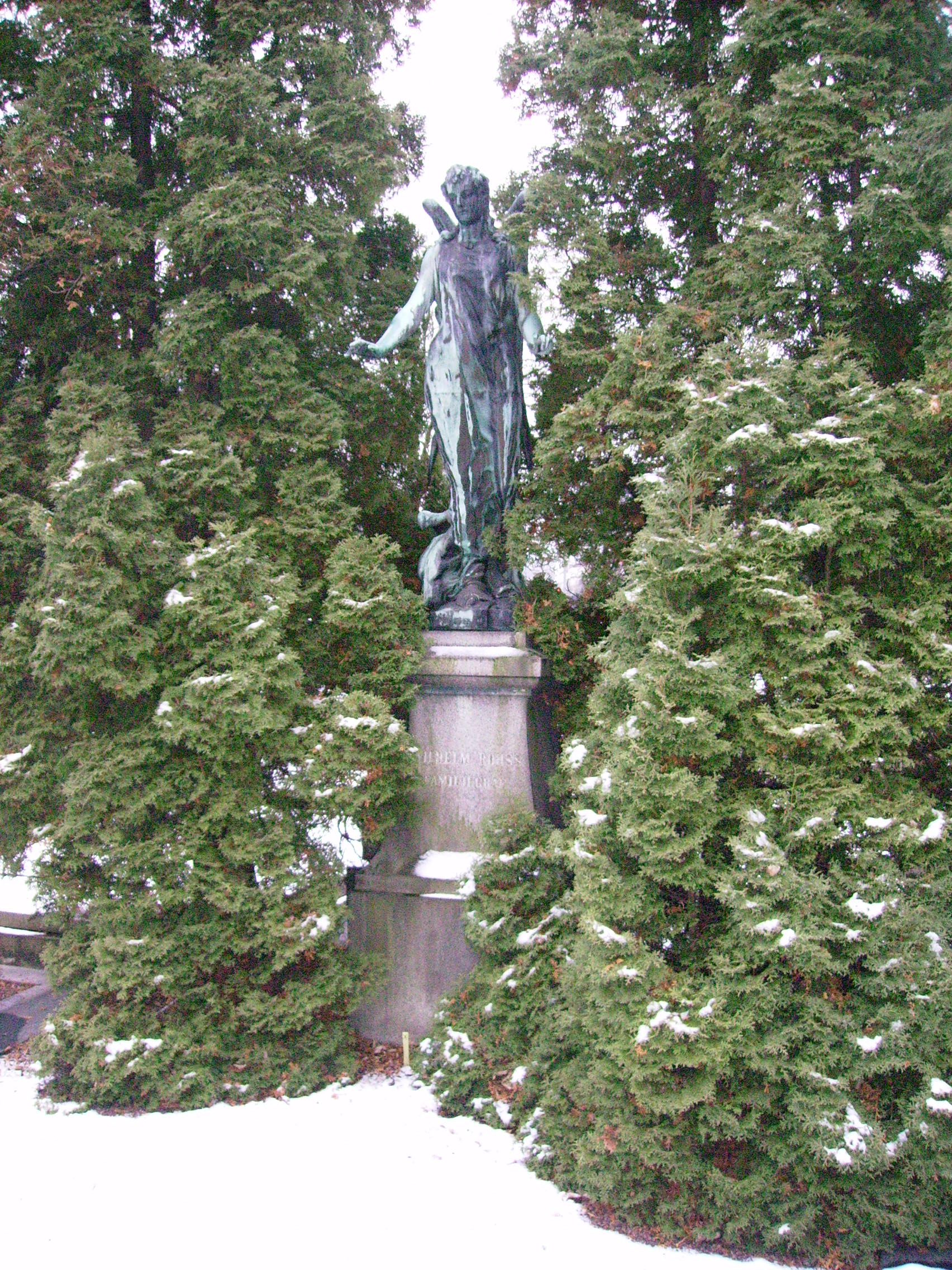
Wilhelm Röhss d.y.
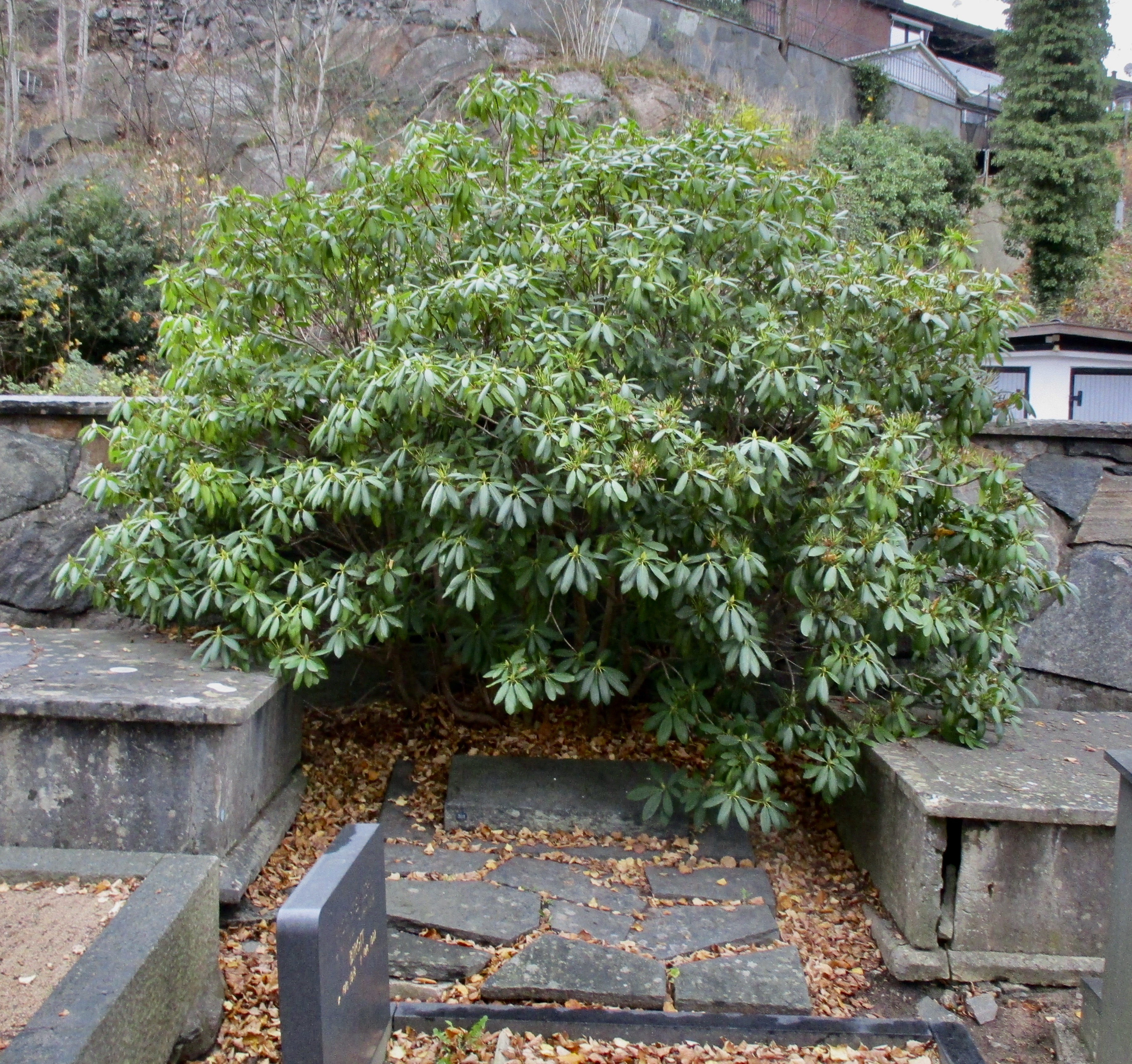
Ingrid Wallberg